# Balebreviceps hillmani
A Balebreviceps hillmani a kétéltűek (Amphibia) osztályába, a békák (Anura) rendjébe és az Brevicipitidae családba tartozó Balebreviceps nem monotipikus faja.

## Elterjedése
A faj Etiópia endemikus faja, az ország Bale hegységében honos. Természetes élőhelye az erdőhatáron fekvő cserjés hanga alkotta erdők, valamint az ettől alacsonyabban fekvő, részben kiirtott vegyes erdők.

## Természetvédelmi helyzete
Annak ellenére, hogy teljes elterjedési területe a Bale Mountains Nemzeti Park területére esik, élőhelyének elvesztése fenyegeti az erdőirtás, a legeltetés és az emberi települések terjeszkedése következtében.